# Malcolm Mortimore
Malcolm Mortimore (16 juni 1953) is een Britse jazzdrummer.

## Biografie
Malcolm Mortimore was van 1971 tot 1972 lid van de band Gentle Giant en is te horen op het album Three Friends. Hij speelde een vrije, excentrieke en complexe stijl die contrasteert met de stijlen van de andere twee Gentle Giant-drummers Martin Smith (1970-71) en John Weathers (1972-1980). Na de publicatie van Three Friends kreeg Mortimore een motorongeluk en was aanvankelijk niet beschikbaar vanwege een gebroken arm. De band verving hem door Weathers. Nadat Mortimore hersteld was, sloot hij zich aan bij de band G.T. Moore and the Reggae Guitars. In 1996 speelde hij op Rock the Zydeco van Chris Jagger, in 2000 op Arthur Browns album Tantric Lover. Sinds 2008 speelt Mortimore in de band Three Friends, waarin twee andere voormalige Gentle Giant-leden spelen met Gary Green en Kerry Minnear en die onder meer Gentle Giant-stukken speelt.